# Saïf Ghezal
Saïf Ghezal (M'saken, 30 de junho de 1981) é um futebolista profissional tunisiano que atua como defensor.

## Carreira
Saïf Ghezal representou o elenco da Seleção Tunisiana de Futebol no Campeonato Africano das Nações de 2008.